# Phasmocera
Phasmocera is een geslacht van vliesvleugeligen uit de familie Encyrtidae. De wetenschappelijke naam van dit geslacht is voor het eerst geldig gepubliceerd in 1971 door Trjapitzin.

## Soorten
Het geslacht Phasmocera omvat de volgende soorten:
- Phasmocera kerzhneri Trjapitzin, 1965
- Phasmocera stimula Trjapitzin, 1972